# 法人税法施行令
法人税法施行令（ほうじんぜいほうしこうれい）とは、日本の法人税法 の規定に基づく政令。法人税法を実施するため、法人税法施行規則（昭和22年勅令第111号）の全体を改正した、昭和40年3月31日政令第97号として制定された。

## 構成
- 第一編　総則
  - 第一章　通則(第一条―第十四条の五)
  - 第一章の二　連結納税義務者(第十四条の六―第十四条の九)
  - 第二章　法人課税信託(第十四条の十)
  - 第二章の二　課税所得等の範囲等(第十四条の十一)
  - 第三章　所得の帰属に関する通則(第十五条)
  - 第四章　納税地(第十六条―第十八条)
- 第二編　内国法人の法人税
  - 第一章　各事業年度の所得に対する法人税
    - 第一節　各事業年度の所得の金額の計算
      - 第一款　益金の額の計算
        - 第一目　受取配当等(第十九条―第二十三条)
        - 第二目　資産の評価益(第二十四条・第二十四条の二)
        - 第三目　還付金等(第二十五条―第二十七条)

      - 第二款　損金の額の計算
        - 第一目　棚卸資産の評価の方法(第二十八条―第三十一条)
        - 第二目　棚卸資産の取得価額(第三十二条・第三十三条)
        - 第三目及び第四目　削除
        - 第五目　減価償却資産の償却の方法(第四十八条―第五十三条)
        - 第六目　減価償却資産の取得価額等(第五十四条―第五十七条)
        - 第七目　減価償却資産の償却限度額等(第五十八条―第六十三条)
        - 第七目の二　減価償却資産の償却費の計算の細目(第六十三条の二)
        - 第八目　繰延資産の償却(第六十四条―第六十七条)
        - 第九目　資産の評価損(第六十八条・第六十八条の二)
        - 第十目　役員の給与等(第六十九条―第七十二条の五)
        - 第十一目　寄附金(第七十三条―第七十八条)
        - 第十一目の二　外国子会社から受ける配当等に係る外国源泉税等(第七十八条の二)
        - 第十二目　圧縮記帳(第七十九条―第九十五条)
        - 第十三目　引当金(第九十六条―第百十一条)
        - 第十三目の二　新株予約権を対価とする費用等(第百十一条の二)
        - 第十四目　繰越欠損金(第百十二条―第百十八条)
        - 第十五目　契約者配当金(第百十八条の二)
        - 第十六目　特定株主等によつて支配された欠損等法人の資産の譲渡等損失額(第百十八条の三)

      - 第二款の二　利益の額又は損失の額の計算
        - 第一目　短期売買商品の一単位当たりの帳簿価額及び時価評価金額(第百十八条の四―第百十八条の八)
        - 第一目の二　有価証券の一単位当たりの帳簿価額及び時価評価金額(第百十九条―第百十九条の十六)
        - 第二目　デリバティブ取引に係る利益相当額又は損失相当額(第百二十条)
        - 第三目　ヘッジ処理における有効性判定等(第百二十一条―第百二十一条の十一)
        - 第四目　外貨建資産等の換算等(第百二十二条―第百二十二条の十一)
        - 第五目　連結納税の開始等に伴う資産の時価評価損益(第百二十二条の十二・第百二十二条の十三)
        - 第六目　分割等前事業年度等における連結法人間取引の損益(第百二十二条の十四)

      - 第二款の三　組織再編成に係る所得の金額の計算(第百二十三条―第百二十三条の十一)
      - 第三款　収益及び費用の帰属事業年度の特例
        - 第一目　長期割賦販売等(第百二十四条―第百二十八条)
        - 第二目　工事の請負(第百二十九条―第百三十一条)
        - 第三款の二　リース取引(第百三十一条の二)
        - 第三款の三　法人課税信託に係る所得の金額の計算(第百三十一条の三)
        - 第三款の四　公益法人等が普通法人に移行する場合の所得の金額の計算(第百三十一条の四―第百三十一条の六)

      - 第四款　各事業年度の所得の金額の計算の細目
        - 第一目　資本的支出(第百三十二条)
        - 第二目　少額の減価償却資産等(第百三十三条―第百三十四条)
        - 第三目　確定給付企業年金の掛金等(第百三十五条・第百三十六条)
        - 第三目の二　金銭債務の償還差損益(第百三十六条の二)
        - 第三目の三　株式譲渡請求権に係る自己株式の譲渡(第百三十六条の三)
        - 第三目の四　医療法人の設立に係る資産の受贈益等(第百三十六条の四)
        - 第四目　借地権等(第百三十七条―第百三十九条)
        - 第五目　償還有価証券の調整差益又は調整差損(第百三十九条の二)
        - 第六目　一株未満の株式等の処理の場合等の所得計算の特例(第百三十九条の三・第百三十九条の三の二)
        - 第七目　資産に係る控除対象外消費税額等の損金算入等(第百三十九条の四―第百三十九条の六)

    - 第二節　税額の計算
      - 第一款　税率(第百三十九条の七―第百四十条)
      - 第二款　税額控除(第百四十条の二―第百五十条)

    - 第三節　還付(第百五十一条―第百五十四条の三)

  - 第一章の二　各連結事業年度の連結所得に対する法人税
    - 第一節　各連結事業年度の連結所得の金額の計算
      - 第一款　個別益金額又は個別損金額(第百五十五条―第百五十五条の六)
      - 第二款　受取配当等(第百五十五条の七―第百五十五条の十一)
      - 第三款　外国税額(第百五十五条の十一の二・第百五十五条の十二)
      - 第四款　寄附金(第百五十五条の十三―第百五十五条の十六)
      - 第五款　所得税額等(第百五十五条の十七・第百五十五条の十八)
      - 第六款　繰越欠損金(第百五十五条の十九―第百五十五条の二十一の二)
      - 第七款　連結法人間取引の損益(第百五十五条の二十二)

    - 第二節　税額の計算
      - 第一款　税率(第百五十五条の二十三―第百五十五条の二十五の二)
      - 第二款　税額控除(第百五十五条の二十六―第百五十五条の四十二)
      - 第三款　連結法人税の個別帰属額の計算(第百五十五条の四十三―第百五十五条の四十六)

    - 第三節　申告及び還付(第百五十五条の四十七―第百五十六条)

  - 第二章　退職年金等積立金に対する法人税(第百五十六条の二―第百六十一条)
  - 第三章　清算所得に対する法人税及び継続等の場合の課税の特例
    - 第一節　解散の場合の清算所得に対する法人税(第百六十二条―第百七十条)
    - 第二節　継続等の場合の課税の特例(第百七十一条・第百七十二条)

  - 第四章　更正及び決定(第百七十三条―第百七十五条)
- 第三編　外国法人の法人税
  - 第一章　国内源泉所得(第百七十六条―第百八十四条)
  - 第二章　各事業年度の所得に対する法人税
    - 第一節　課税標準及び税額の計算(第百八十五条―第百九十条)
    - 第二節　申告による還付(第百九十一条)

  - 第三章　退職年金等積立金に対する法人税(第百九十二条)
  - 第四章　更正及び決定(第百九十三条)
- 附則